# Pokémon: Destiny Deoxys
Pokémon: Destiny Deoxys (劇場版ポケットモンスター アドバンスジェネレーション 裂空の訪問者 デオキシス?, Gekijōban Poketto Monsutā Adobansu Jenerēshon Rekkū no Hōmonsha Deokishisu, Pocket Monsters Advanced Generation il Film: Deoxys, il Visitatore da una Fenditura nel Cielo) è un film del 2004 diretto da Kunihiko Yuyama e Darren Dunstan.
Si tratta del settimo film dei Pokémon. È stato proiettato nelle sale cinematografiche giapponesi dal 17 luglio 2004. Negli Stati Uniti è stato distribuito in DVD dopo il debutto in prima visione del 22 gennaio 2005 sul canale Kids' WB.
Il film è stato trasmesso in Italia l'11 luglio 2010 sul canale digitale terrestre Boing con il titolo di Pokémon: Fratello dallo spazio. In questa versione, la sigla finale è This Side of Paradise dei Bree Sharp mentre quella iniziale è diventata Il paradiso è qui, adattamento della canzone inglese.
Il DVD del lungometraggio è uscito in Italia il 24 maggio 2012 con il titolo di copertina Pokémon: Destiny Deoxys - Fratello dello spazio, benché nel titolo a schermo non compaia alcun sottotitolo.

## Trama
Durante una spedizione al polo nord, il professor Lund assiste ad un fenomeno di aurora polare. Poco dopo un meteorite colpisce il ghiaccio, causando un impatto che spaventa un branco di Walrein e Sealeo che caricano Tory, figlio del Professor Lund. Dopo aver tratto in salvo il bambino, dal luogo dell'impatto emerge Deoxys. Il Pokémon sonda il terreno e recupera un cristallo coperto dalla neve.
Deoxys viene tuttavia attaccato dal Pokémon leggendario Rayquaza, che si è sentito minacciato dall'intrusione del Pokémon nello strato di ozono, e perde il cristallo verde. Dopo un'intensa battaglia che causa la distruzione delle apparecchiature del Professor Lund, Deoxys viene colpito da un attacco di Rayquaza e si dissolve in un cristallo che finisce nelle profondità marine. Ritenendosi vincitore, il Pokémon Stratosfera ritorna a difendere la Terra.
Quattro anni dopo, in un laboratorio a LaRousse, l'équipe di ricercatori del Professor Lund sta per portare in vita la pietra verde che ha recuperato al polo, ma l'esperimento non riesce a causa del danneggiamento di un componente. Tuttavia il tentativo produrrà il risveglio del Pokémon seppellito dai ghiacci.
Nello stesso periodo Ash Ketchum, Vera, Max e Brock giungono nella città tecnologica di LaRousse, seguiti a distanza da Jessie e James del Team Rocket e dal loro Meowth, a bordo di un sottomarino a forma di Magikarp.
La città di LaRousse presenta cestini che riconoscono la presenza dei rifiuti e si aprono automaticamente. Due esemplari di Plusle e Minun, scoprendo il meccanismo, iniziano a giocare con l'oggetto tecnologico, tuttavia finiscono per rovesciarne il contenuto. Un Pokémon della quarta generazione, Munchlax, raddrizza il contenitore e tenta invano di far entrare con un calcio una bottiglia vuota nel cestino.
Dopo aver ritirato i loro passaporti da utilizzare nella città di LaRousse, Ash tenta di recarsi alla Torre Lotta ma finisce su un tapis roulant orientato nella direzione sbagliata. Dopo essere caduto, viene recuperato dal Blaziken di Rafe. L'allenatore gli indicherà dove si trova l'edificio. Ash sfida Rafe, mentre gli altri ragazzi fanno conoscenza delle sorelle Audrey e Kathryn, di Rebecca e di Sid, un allenatore che ha una cotta per Vera.
Mentre i suoi amici visitano la Torre Lotta, Ash vuole correre ad iscriversi, tuttavia finisce nella biblioteca dove incontra Tory. Il ragazzo fugge spaventato alla vista di Pikachu e si rifugia nell'ascensore. Ash tuttavia lo segue e finisce per iscriversi con lui all'incontro, impedendo a Rebecca di partecipare con il suo Metagross alla competizione.
In tribuna Vera, Max e Brock assistono all'incontro. Anche il Professor Lund viene informato che il figlio sta partecipando ad un incontro di Pokémon. Rafe schiera il suo Blaziken e Sid il suo Blastoise, mentre Ash manda in campo Pikachu. Quando tocca a Tory, il ragazzo spiega ad Ash che lui non è un allenatore e non possiede Pokémon, ma Ash gli offre la Poké Ball contenente il suo Torkoal. Tuttavia, a causa dei ricordi di Tory, Ash e i suoi Pokémon verranno sconfitti.
Al termine dell'incontro Tory fugge via e Yuko spiega la situazione del ragazzo ad Ash e i suoi amici. Nel frattempo un Plusle attira l'attenzione di Tory, in quanto in cerca di aiuto per liberare Minun, intrappolato in un altro bidone dei rifiuti elettronico. Con l'aiuto di un bastone trae in salvo il Pokémon elettrico, tuttavia fugge terrorizzato quando Minun tenta di abbracciarlo. Ash ha assistito alla scena, poiché vuole aiutarlo a superare la sua paura nei confronti dei Pokémon. Munchlax inoltre riuscirà a centrare il cestino, nuovamente sollevato da terra, lanciandogli contro una bottiglia.
Tory ritorna nel giardino del laboratorio e ha una conversazione con una strana entità fluttuante, che viene nascosta dalla vista di Ash. Gli altri assistono ad un'aurora boreale causata dal Deoxys, giunto a LaRousse.
Anche il Team Rocket si aggira nella città, alla ricerca di cibo. Riescono a trovare un distributore automatico di hamburger, ma tentando di accedere al cibo essendo privi di passaporto, vengono attaccati dai robot.
Ash segue Tory che prima ha paura di Wingull e in seguito dello stesso Pikachu. Quando il ragazzo perde la pazienza e sta per attaccare Tory, intervengono Vera e Brock per dividerli. Quest'ultimo ha un'idea: organizza un banchetto per Pokémon, invitando anche Seedot, Shroomish e Zigzagoon selvatici, ma il tentativo di fare avvicinare i Pokémon a Tory fallisce. Il pranzo viene rovinato da Munchlax, ma Pikachu riesce a dividere una ciotola con Plusle e Minun.
Deoxys tuttavia ha la vista annebbiata a causa dei campi magnetici provocati dagli oggetti tecnologici. Mentre è alla ricerca del cristallo, attacca un gruppo di Murkrow ed uno di Seel e causa la rottura di scale mobili e fontane. Rayquaza viene attirato dai movimenti del Pokémon leggendario e si reca a LaRousse.
Durante la sera Ash e i suoi amici organizzano una festicciola con i Pokémon che fa divertire anche Tory, ma che alla fine non riesce ad accarezzare Pikachu a causa dell'intromissione di Corphish. L'indomani Tory presenta ai suoi amici la strana entità che si trova nel laboratorio di suo padre.
La città nel frattempo precipita nel panico a causa dell'arrivo di Rayquaza e degli effetti che hanno gli attacchi di Deoxys che provocano prima guasti ai tapis roulant e ai lampioni ed infine l'interruzione dell'erogazione di corrente elettrica tramite turbine eoliche.
Nonostante i tentativi di evacuazione di LaRousse, alcuni cittadini vengono rapiti da cloni di Deoxys, mentre Tory ed i suoi amici rimangono prima chiusi nel laboratorio ed in seguito attaccati dalle copie del Pokémon leggendario, che riescono a portare via anche Sid ed il suo Blastoise.
Alla fine i ragazzi e Yuko si rifugeranno in un sotterraneo, che verrà anche trovato da Plusle, Minun e Munchlax. Yuko racconterà ai ragazzi la storia di Deoxys ed in seguito terrà d'occhio Vera, Max e le sorelle, mentre gli altri si dividono i compiti: Ash, Brock e Tory cercheranno acqua e cibo, mentre Rebecca e Rafe tenteranno di stabilire dove vengono trattenute le persone scomparse.
Pikachu riuscirà con una scossa a provocare la fuoriuscita di cibo da parte del distributore di hamburger. Tale azione tuttavia attirerà i cloni di Deoxys che tenteranno di attaccare i ragazzi. Plusle e Minun proveranno a difenderli, ma quest'ultimo verrà rapito da uno dei sosia. I ragazzi riusciranno infine a sfuggire e trovare bottigliette d'acqua.
Tornati alla base, i protagonisti vengono nuovamente attaccati e si sposteranno nei pressi del laboratorio. Vedendo il cristallo e il suo strano effetto di luce Rebecca e Yuko iniziano a comprendere: Deoxys è alla ricerca del suo compagno e si comporta in quel modo poiché vuole eliminare tutti gli ostacoli al suo campo visivo.
Per rigenerare l'amico di Tory tuttavia è necessaria corrente elettrica. I ragazzi e i loro Pokémon riescono a trarre in salvo la popolazione di LaRousse intrappolata. Anche con l'aiuto del Team Rocket si riuscirà a riattivare le turbine e si porterà alla fine l'esperimento, con l'apparizione di un nuovo Deoxys che si precipita ad incontrare l'altro esemplare, impegnato nella lotta contro Rayquaza.
La battaglia a tre tra Rayquaza e i due Deoxys provoca un tilt nel sistema di sicurezza di LaRousse. La città viene sommersa da blocchi che sovrastano anche i Pokémon leggendari in lotta. Per disabilitare il sistema è necessario che qualcuno mostri il suo passaporto al sistema centrale. Ash e Tory salgono sul distributore di hamburger, ma vengono sbalzati da Munchlax, nascosto all'interno nell'atto di mangiare. L'evoluzione del Pokémon in Snorlax tuttavia permetterà ad Ash e Pikachu di avvicinarsi al sistema. Tuttavia quando Ash tenta di mostrare il badge, questo gli cade e viene seppellito dai cubi.
Grazie ad un gesto provvidenziale di Pikachu, Ash riesce tuttavia ad acchiappare il passaporto di Tory e a disabilitare temporaneamente il sistema, permettendo all'agente Jenny di disattivarlo completamente. Poiché non arriva più corrente ai blocchi, Plusle e Minun rischiano di precipitare, ma vengono afferrati da Tory, a sua volta salvato da Deoxys. L'altro Deoxys si occuperà di Pikachu ed Ash.
Alla fine Tory ha acquistato confidenza nei confronti dei Pokémon e non si spaventa più quando Plusle e Minun gli salgono sulle spalle. I due Deoxys tornano nello spazio e Rayquaza riprende il suo posto nell'ozonosfera.

### Ambientazione
La città di LaRousse è ispirata alla città di Vancouver. Kunihiko Yuyama e i suoi collaboratori si sono recati in Canada nell'ottobre del 2003.
LaRousse viene anche citata nell'anime Pokémon come luogo di nascita dell'allenatore Drew.

## Distribuzione

### Doppiaggio
Il Torkoal di Ash ha nella versione inglese una doppiatrice diversa da quella della serie TV.

## Riferimenti al videogioco
L'abbigliamento di Rafe è basato sul Fantallenatore dei videogiochi Pokémon Rosso Fuoco e Verde Foglia. L'allenatrice Rebecca ed il suo Metagross sono inoltre presenti nei videogiochi Pokémon Diamante e Perla e Pokémon Platino, lungo il Percorso 224 nella regione di Sinnoh. Nella versione inglese assumerà il nome Jamie, mentre in quella italiana verrà chiamata Carina.